# 羅迪昂斯·庫魯斯
羅迪昂斯·庫魯斯（1998年2月5日—），生於拉脫維亞采西斯，為拉脫維亞職業籃球運動員，場上位置為小前鋒。